# 陈起诗
陈起诗（1795年—1842年），字敦甫，号云心、一号筠心，湖南省郴州雅溪人。

## 生平
世代居郴州。乾隆六十年（1795）出生。嘉庆十五年举秀才，受到湖南学政徐松賞識。次年补廪生。嘉庆十八年，赴长沙应考，不中，寄寓岳麓书院，结识魏源、何庆元，李克钿。道光五年中举人第三名。道光九年（1829年）中进士，授吏部考功司兼稽勋司主事。助两江总督陶澍改革淮北盐政。曾弹劾吏部尚书汤金钊，後以“司员慢上”罷官。道光二十一年十二月十一日（1842年1月21日）病死郴州。著有《孔子年谱》、《四书求是录》、《补全唐诗选辑》、《罗经图考》、《四删诗》等。編為《云心遗稿》。